# Natalia Levcencova
Natalia Levcencova (în rusă Наталья Викторовна Левченкова; n. 30 iulie 1977, Smolensk, RSSF Rusă) este o fostă biatlonistă moldoveană de naționalitate rusă. Ea a participat la două Jocuri Olimpice de iarnă.

## Cariera sportivă
Natalia Levcencova a început să practice biatlonul din anul 1988 la clubul local Dinamo Smolensk. În palmaresul său de junioare, ea deține două titluri de campioană mondială de juniori (1996, 1997), un titlu de campioană europeană de juniori (1997), un titlu de campioană mondială la biatlonul de vară (1999) și un titlu de campioană a Rusiei (2001). În anul 1997 a concurat pentru Rusia la Campionatul Mondial de Juniori de la Forni Avoltri. Aici a câștigat medalia de aur la individual și medalia de bronz la ștafetă (împreună cu Olga Nazarova și Ekaterina Ivanova).
Deoarece echipa rusă de biatlon era foarte puternică și exista o concurență acerbă, Levcencova s-a mutat în Republica Moldova. În anul 2003 a primit cetățenia Republicii Moldova și a început să fie antrenată de Alexandru Hlusovici, Maestru al sportului la biatlon. Ea a fost încadrată la Clubul Sportiv Central al Armatei. Toate rezultatele sportivei de la Cupa Mondială în sezonul 2003-2004 au fost anulate din cauza timpului scurt de la obținerea pașaportului moldovenesc. Ea a avut evoluții destul de bune, dar nu a cucerit medalii.
Cariera sa în echipa Republicii Moldova a început efectiv în sezonul următor. A obținut rezultate bune la prima competiție de cupă europeană a sezonului desfășurată la Geilo. Ea a debutat apoi într-o competiție de cupă mondială de la Beitostølen, terminând pe locul 62 în proba de sprint. În a doua competiție, desfășurată la Holmenkollen - Oslo, s-a clasat pe locul 28. În sezonul 2004-2005 al Cupei Mondiale s-a clasat pe locul 42, cu 87 puncte obținute. La Campionatul Mondial de Biatlon de la Hochfilzen (2005), ea s-a clasat pe locul 11 la urmărire, pe 13 la individual, pe 24 la start în bloc și pe 27 la sprint. În sezonul următor, a obținut rezultate mai bune, terminând competițiile de cupă mondială pe locul 33 (cu 177 puncte). La întrecerea de la Antholz-Anterselva, s-a clasat pe locul 7.
După Olimpiada de iarnă de la Torino, Levcencova a plecat în concediu de maternitate, neparticipând la sezonul competițional 2006-2007. Ea a revenit în probele de biatlon în sezonul 2007-2008, după nașterea fiicei sale. După cum a scris presa sportivă din Republica Moldova, sportiva intentiona să se retraga din echipa națională a Moldovei și să evolueze pentru altă țară, din cauza plății cu întârziere a salariului său. În acel sezon, ea s-a clasat pe locul 40 în competițiile de cupă mondială.
La Campionatul Mondial de Biatlon de la Östersund (2008), ea a terminat pe locul 8 la individual, pe 21 la start în bloc, pe 42 la urmărire și pe 44 la sprint. Ea a câștigat medalia de aur la Campionatul European de Biatlon de la Nové Město (2008) în cursa feminină individuală pe distanța de 15 km. Nu a avut nici o țintă ratată, terminând cursa în 55 de minute și 45,7 secunde. A urmat o medalie de bronz la Campionatul Mondial de Biatlon de vară de la Haute Maurienne (2008) în proba de 10 km urmărire.
Sezonul 2008-2009 a fost cel mai bun din cariera Levcencovei, ea clasându-se pe locul 20 la Cupa Mondială. Cel mai bun rezultat al său din anul 2009 a fost locul 8 în proba de 10 km urmărire de la Cupa Mondială din Coreea de Sud. La Campionatul Mondial de Biatlon de vară de la Oberhof, a câștigat medalia de bronz la 7,5 km sprint.
Natalia Levcencova s-a antrenazat deseori împreună cu schiorii din echipa națională a Rusiei.

## Participări la Jocurile Olimpice
Natalia Levcencova a făcut parte din delegația Republicii Moldova la două Jocuri Olimpice de iarnă.
Natalia Levcencova a făcut parte din delegația Moldovei la Jocurile Olimpice de iarnă de la Torino (2006). Ea a purtat drapelul selecționatei Republicii Moldova la ceremonia de deschidere a Jocurilor Olimpice de iarnă. La aceste jocuri olimpice, Levcencova a ocupat locul 8 în cursa de 15 km individual, acesta fiind cel mai bun rezultat din istoricul participării sportivilor moldoveni la Jocurile Olimpice de iarnă. De asemenea, a mai obținut locurile 21 la 12,5 km start în bloc, 23 la 10 km urmărire și 41 la 7,5 km sprint.
Ea a participat și la Jocurile Olimpice de iarnă de la Vancouver (2010). Deși oficialii moldoveni își puneau mari speranțe în ea , sportiva a evoluat dezamăgitor terminând pe locul 37 la 15 km individual, pe 53 la 7,5 km sprint și pe 56 la 10 km urmărire.
În anul 2006, Natalia Levcencova a fost încadrată în funcția de instructor de sport categoria I a Departamentului Trupelor de Carabinieri a Ministerului Afacerilor Interne al Republicii Moldova. Ea este Maestru Internațional al Sportului la Biatlon.